# Great War Remembrance Race
La Great War Remembrance Race (en français Course du Souvenir de la Grande Guerre) est une course cycliste d'un jour disputée au mois d'août en Belgique. Créée en 2018, elle rend hommage aux victimes de la Première Guerre mondiale. L'épreuve se déroule entre Nieuport et Ypres, lieu de l'un des plus grands champs de bataille de la guerre 14-18 où l'armée allemande utilisa pour la première fois le gaz moutarde.
Elle est organisée par Flanders Classics et les organisateurs de Gand-Wevelgem. Le directeur de course est l'ancien coureur australien Scott Sunderland.
La course est classée en catégorie 1.1 au sein de l'UCI Europe Tour. Elle est placée dans le calendrier deux jours avant la Bretagne Classic.
En 2019, les organisateurs renoncent à une deuxième édition, ne s'estimant pas capables d'attirer un plateau suffisamment relevé à leur goût.

## Palmarès
| Année | Vainqueur   | Deuxième     | Troisième        |
| ----- | ----------- | ------------ | ---------------- |
| 2018  | Mihkel Räim | Pawel Bernas | Preben Van Hecke |
| 2019  | Annulée     | Annulée      | Annulée          |